# Epipterygium
Epipterygium là một chi rêu trong họ Bryaceae.